# Cumella jonesi
Cumella jonesi är en kräftdjursart som beskrevs av Petrescu 1995. Cumella jonesi ingår i släktet Cumella och familjen Nannastacidae. Inga underarter finns listade i Catalogue of Life.